# Cícero (football)
Cicero Santos, plus connu sous le nom de Cicero, né le 26 août 1984 à Castelo, est un footballeur brésilien évoluant au poste de milieu offensif.

## Biographie
Cícero évolue principalement au Brésil et en Allemagne.
Il dispute plus de 300 matchs en première division brésilienne, et 84 matchs en première division allemande.
Il réalise ses meilleures performances en 2006, où il inscrit 13 buts au sein du Brasileiro, et en 2013, où il marque 15 buts dans ce même championnat.
Avec l'équipe de Gremio, il remporte la prestigieuse Copa Libertadores en 2017. Il se met en évidence en inscrivant le seul but du match lors de la finale aller disputée face au club argentin du CA Lanús. Il s'agit du titre le plus important de sa carrière.
En septembre 2011, il se voit convoqué en équipe du Brésil, mais sans jouer. Il figure sur le banc des remplaçants lors d'une rencontre amicale face à l'Argentine, qui se solde par un score nul et vierge.

## Palmarès
- Figueirense FC
  - Vainqueur du Campeonato catarinense en 2006

- Fluminense FC
  - Finaliste de la Copa Libertadores en 2008
  - Champion du Brésil en 2016
  - Vainqueur de la Coupe du Brésil en 2007

- São Paulo FC
  - Vainqueur de la Copa Sudamericana en 2012

- Gremio
  - Vainqueur de la Copa Libertadores en 2017
  - Vainqueur de la Recopa Sudamericana en 2018
  - Vainqueur du Campeonato Gaúcho en 2018